# 和算
和算（わさん）は、中国の伝統数学の系譜を引く日本の算術体系。『和算』という語は、明治期に、当時流入した『洋算』（西洋数学）と対比するために作られ、主に江戸時代の数学を指すが、西洋数学導入以前の数学全体を指すこともある。特に関孝和以降、高度に発展した。

## 和算の歴史

### 江戸時代より前
和算は中国の数学から多大な影響を受けている。中国では『九章算術』と呼ばれる数学書が漢代には登場し、そのなかで面積の計算法や比例・反比例・ピタゴラスの定理などを紹介している。7世紀以降、遣隋使・遣唐使の派遣などにより、中国の文化が日本に次々と流入するようになる。
中国の律令制を元に作られた大宝律令では、算博士・算師と呼ばれる官職が定められていた。算博士は算師の育成にあたるとともに、『九章算術』を始めとした中国の算書の知識が要求された（算道）。『万葉集』には次のような歌がみられる。

若草乃 新手枕乎 巻始而 夜哉将間 二八十一不在國
（わかくさの にひたまくらを まきそめて よをやへだてる にくくあらなくに）
—巻十一 2542番

「くく」という読みに「八十一」という漢字が当てられており、すでに九九が日本で知られていたことがわかる。
中世から安土桃山時代おいて、どのような数学が行われたかはよく分かっていない。算道は官司請負制に基いて世襲によって各々の氏族に伝えられるようになり、一種の秘伝のように扱われ、閉鎖的な学術となっていたためである。
禅寺では儒教の書物と並んで『九章算術』が僧侶の教育に用いられた。
臨済宗の中巌円月が数学を好んで自らも『觿耑算法』という数学書を書いたと伝えられているが、散逸してしまい現存していない。しかし、中巌円月の『治暦篇』（『中正子外篇』第6篇）には、1太陽年の平均日数と、太陰太陽暦のメトン周期における1年の平均月数から、1朔望月の平均日数を求める以下のような繁分数計算が言及されており、中世日本の分数理解を知る上で貴重である。
{\displaystyle 365{\frac {1}{4}}\div 12{\frac {7}{19}}=\left({\frac {1461}{4}}\times {\frac {19}{235}}={\frac {27759}{940}}=\right)29{\frac {499}{940}}.}
もっとも、途中の分数同士の除算に関する計算過程がなく、計算結果のみが突然与えられるため、岡山茂彦と田村三郎は、中巌自身は計算法を余り理解せず、計算結果を中国の数学書から書き写した可能性もあるのではないかと指摘している。
『九章算術』などは散逸してしまったようだが、土木・建築・財務・暦の計算などにある程度の数学が必要だったのは確かである。また、易の学習には数学的知識が必要であり、その中には儒教の経典「五経」の1つとしてみなされていた『周易』の解釈も含まれていたとする指摘もある。
江戸時代の古老が「太閤検地の頃は算木を使った」と回想しており、また『塵劫記』の開平計算が算木による方法に近いことから、江戸時代直前まで算木が優勢であったと思われる。そろばんの導入時期は不明であるが、毛利重能の『割算書』（1622年（元和8年））では珠算が解説されている。近年、和算の成立に、宣教師が伝えたヨーロッパ数学の影響が有るとする見解が有るが、その当否は、今後の数学史研究の課題である。

### 江戸時代
江戸時代に日本の数学は大いに発展した。

#### 初期の和算

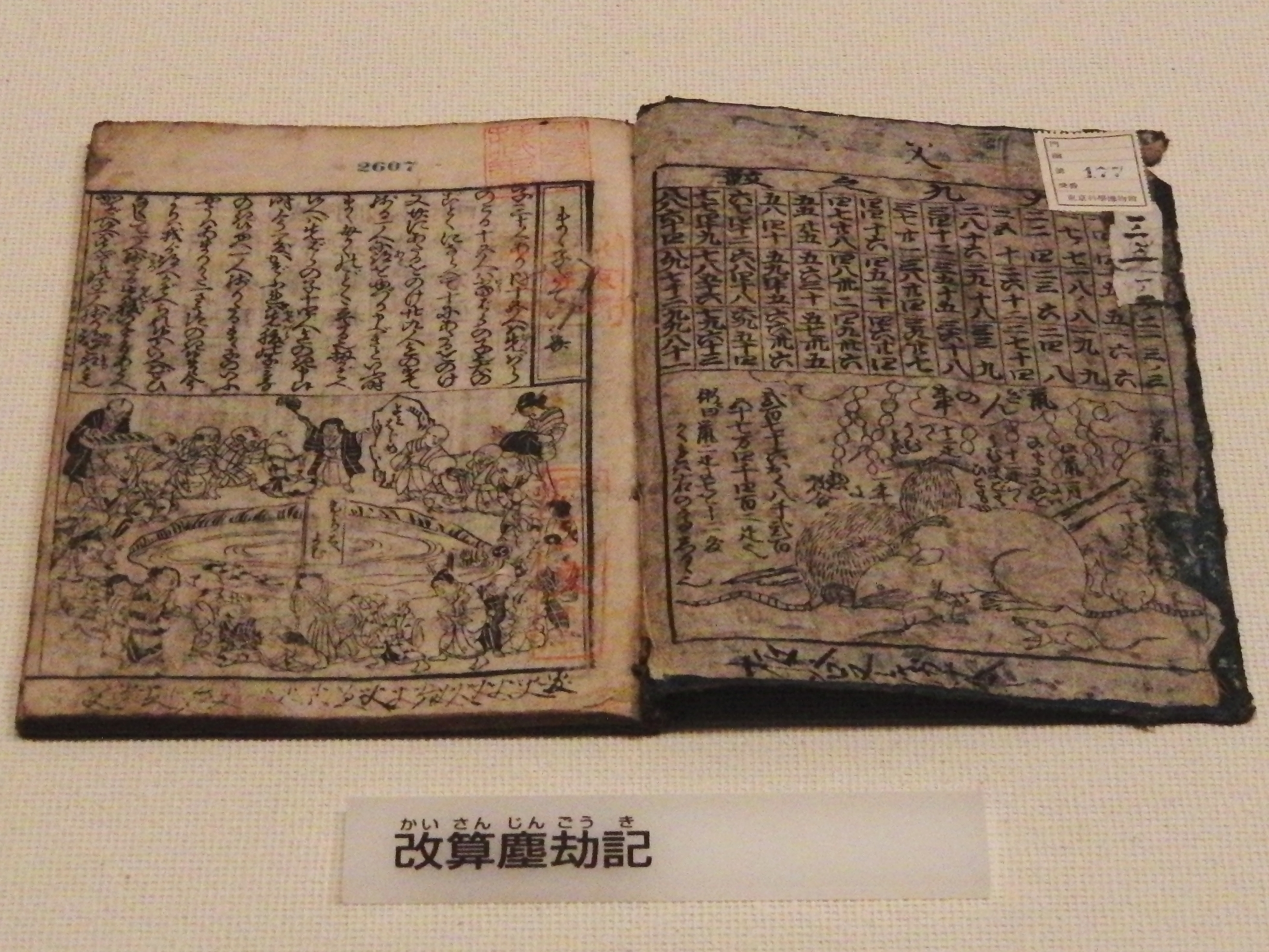
『改算塵劫記』。国立科学博物館の展示。

このきっかけになったのが1627年（寛永4年）、京都の吉田光由によって書かれた『塵劫記』である。明代の算術書『算法統宗』を模範としたもので、そろばんの使用法や測量法といった実用数学に加え、継子立て・ねずみ算といった数学遊戯が紹介されている。
『塵劫記』はベストセラーとなり、初等数学の標準的教科書として江戸時代を通じて用いられた。また、本書を模倣したり、書名を『○○塵劫記』としたものも多く出版された。
『塵劫記』は初等的な教科書だったが、ある版には巻末に他の数学者への挑戦として、答えをつけない問題（遺題）を出した。これ以降、先に出された遺題を解き新たな遺題を出すという連鎖（遺題継承）が始まり、和算で扱われる問題は急速に実用の必要を超え、技巧化・複雑化した。

#### 和算の中興

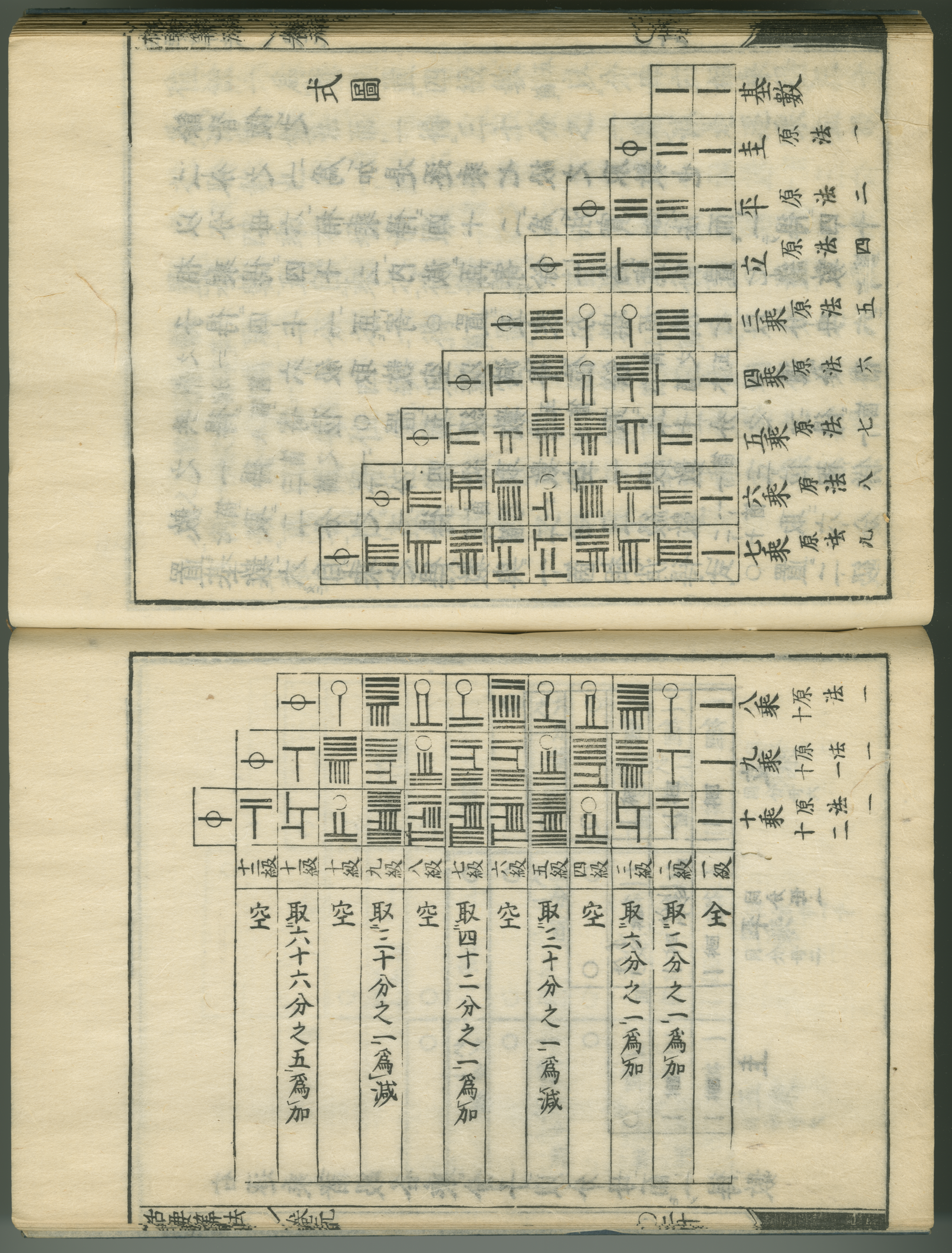
関孝和著「括要算法」の、ベルヌーイ数や二項係数について書かれた頁

遺題継承が盛んになるにつれ、しばしば、それまでの初等算術的な手法では手に負えない問題が現れるようになった。
沢口一之はその著『古今算法記』で、当時注目されていた元朝の朱世傑の著『算学啓蒙』その中の天元術（未知数が1個の代数方程式とその数値的解法）を困難な遺題の解決に用いて、その術の威力をしめした。
また彼は同書に遺題として、天元術では扱えない複数の未知数を設ける「代数方程式」（いわゆる高次多元連立方程式）を必要とする問題を提出した。これに応えて、江戸の関孝和や京都の田中由真（たなか よしざね）らが相次いで傍書法・演段術、つまり文字式による筆算の計算法と、それによって編み出された高次多元連立方程式の解決法を創出した。
日本の数学史に一石を投じたのが、関孝和である。彼は天元術・演段法を発展させて「点竄術」を創始した。これは傍書法によって問題の条件を文字に写して、それによって理論を整理することで術（答えを得るための計算法）を得る、いわゆる代数学である。
これによって円の算法や複雑な条件を持つ問題など難しい理論をあつかう算法が様々に解けるようになった。この術は後代「千変万化」の術とも称えられ、あるいはこれが日本数学の全体ともいえる。すなわち、日本数学の基礎は「点竄術」によって初めて立ち、この術のおかげで数学の問題の難度や理論性がより高度に独特に発展していくこととなった。江戸後期の坂部広胖は「どんな難解な術でも点竄の理から漏れることはない。」といっている。
関孝和はまたこの他
- 約術 - 数値の簡単化の方法
- 剰一・朒一術、翦管術 - 剰余方程式問題
- 招差術 - 方程式の係数の決定法
- 垜術 - 数列問題
- 角術 - 正多角形の各数値の関係式問題
- 適尽法 - 解無し（実数解無し）の方程式の最適化
- 円理 - 円や曲線の諸問題
- 交式斜乗法 - 行列式展開
- 方陣・円攢 - 魔方陣の理論

など、多岐にわたる数学の分野において、研究あるいは新たな発明をしている。
江戸初期には数学の中心は京阪地方だったが、この頃から江戸の関孝和の学統、関流が圧倒的な主流派になってゆく（この為か、京阪地方の和算家の実態があまり今日に伝わっていない）。このように遺題継承の結果、関孝和のような独創的な数学者もあらわれて、日本の数学は高度な代数・整数方程式論・解析学・幾何学が実用の範囲を超えて発達していった。

#### 関流の勃興

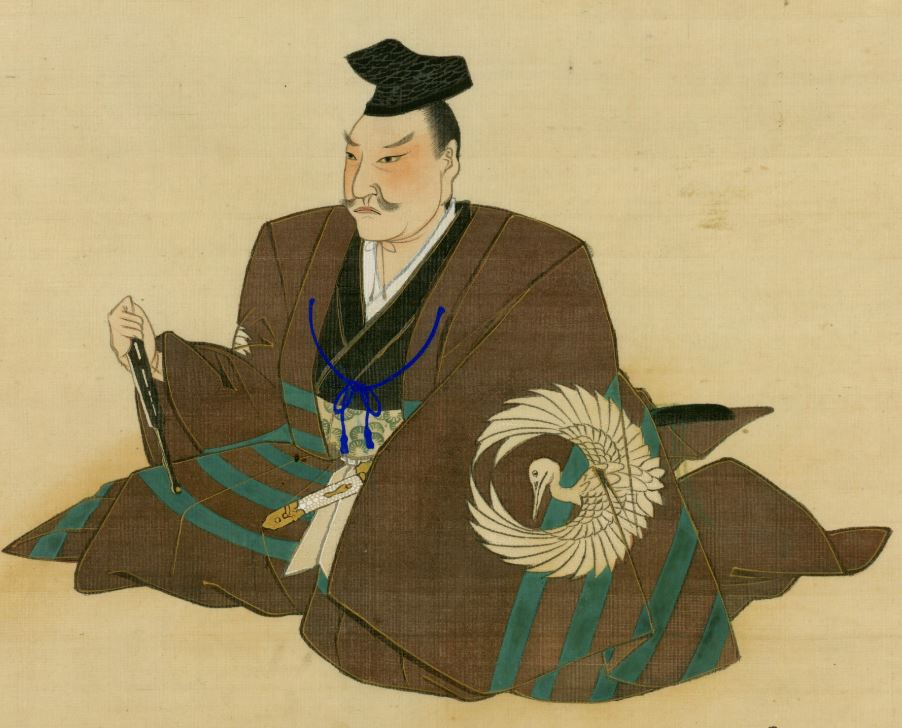
関孝和は、日本の算術の発展に大いに寄与した一人である。

和算における解析学に関連した研究を「円理」といい、関孝和の登場以降大いに発達した。
円理という名は、円周率や円積率、球の体積や表面積が主な問題となったことによる。関孝和は円に接する正多角形の辺の長さを用い、円周率を11桁まで得ている。
関の弟子である建部賢弘は同様の手法をリチャードソンの補外と組み合わせて、42桁まで正しい値を計算している。彼はさらに進んで、綴術いわゆる無限級数とその導出法を編み出し、それにより関孝和の成しえなかった弧背の長さなど円理における各種計算法を導き出し得た。
建部賢弘は、その著『綴術算経』では(arcsin x)2の冪級数展開を世界で初めて計算している。また、同年に大阪の鎌田俊清もarcsin(x), sin(x)の冪級数展開を求めた。
建部賢弘の弟子中根元圭は天文学の洋学による知識の必要性を説いて、当時キリスト教排除においてなされた洋書の輸入禁制を緩めることを、その主人である将軍徳川吉宗に進言したといわれ、ついに実行されるに至った。それによって、西洋の天文暦算を解いた清朝の梅文鼎の『暦算全書』や『数理精蘊』などの書が伝わり、暦学者や算学者の目にとまった。これらの書により、西洋数学の諸結果がもたらされ、対数や三角法などあらたな分野に興味が開かれるようになった。
関孝和以後は荒木村英がその伝を継ぎ、さらにその弟子松永良弼がその流派を「関流」と称えるようになって、以降関流の算法は、他流派を抜いて大いに発達し、数学界にその権威を誇った。
松永良弼は関孝和や建部賢弘の研究を推し拡め、親友久留島義太の影響を受けながら、
- 円理
- 極数術 - 極大極小論
- 整数術 - ピタゴラス数など整数を作る問題
- 変数術 - 順列・組合せ数学
- 廉術（逐索） - 帰納的な考えによる公式の導出法

などを確立させた。
久留島義太は、関流の門下ではなかったが、その天才によって独学で算術に達し、のち関流の中根元圭に才能を見出されてからは関流の数学を研究した。極数術、平方零約術（数の平方根の近似分数を求める方法）、円理や方陣の新研究など様々な独創あるいは工夫を編み出した。また枝葉の結果ではあるがオイラー関数やラプラス展開など西洋と同様のものを先駆けて出している。
中根・久留島・松永の三士に学んだ山路主住は、それらの伝を一身に集め、各家の業をまとめて流派たる関流を樹立した。弟子の教育に優れて、優秀な数学者を輩出した。
その弟子の有馬頼徸は久留米の藩主でありながら数学に優れ数々の研究を遺している。また、関流の秘術が流派内に秘されて世にひろめられないことを嘆き、『拾璣算法』において点竄術や円理の諸公式など、それまで関流の重要機密であった高等な算法の数々の問題と結果を刊行して世に公表した。
同じく山路の弟子の安島直円は、円理の伝授を受けるに先立って円理の新発明をなし、師の山路を甚だ驚かせた。その新発明とは、今でいう積分法の思想を以って円の形を長方形の集まりと考え、円あるいは弧背などの曲線の面積を求める術（計算法）を導き出す方法である。
またその方法を用いて、円柱に円柱を貫いた十字の形や、円柱から球を穿ち去った形の体積を求めるというような問題を初めて解き成した。この解法に安島は綴術を重ねて用いる二次綴術（二重積分）を用いる。積分思想と二次綴術と、ここにおいて安島は関孝和以降、円理に第二の革新をもたらしたのであった。
さらに安島直円は、綴術においてある数の数乗根を得る公式を得たり、独自に対数表の作成法を編み出したり、円や角形の接形問題に諸々の結果を得るなど数々の研究を遺した。
世間の数学界では、このころすでに遺題継承の風習は廃れてきていたが、一方、神社や仏閣に数学の問題を載せた額を掲げる、算額奉納の風習が盛んとなり、数学問題の競争は衰えることがなかった。

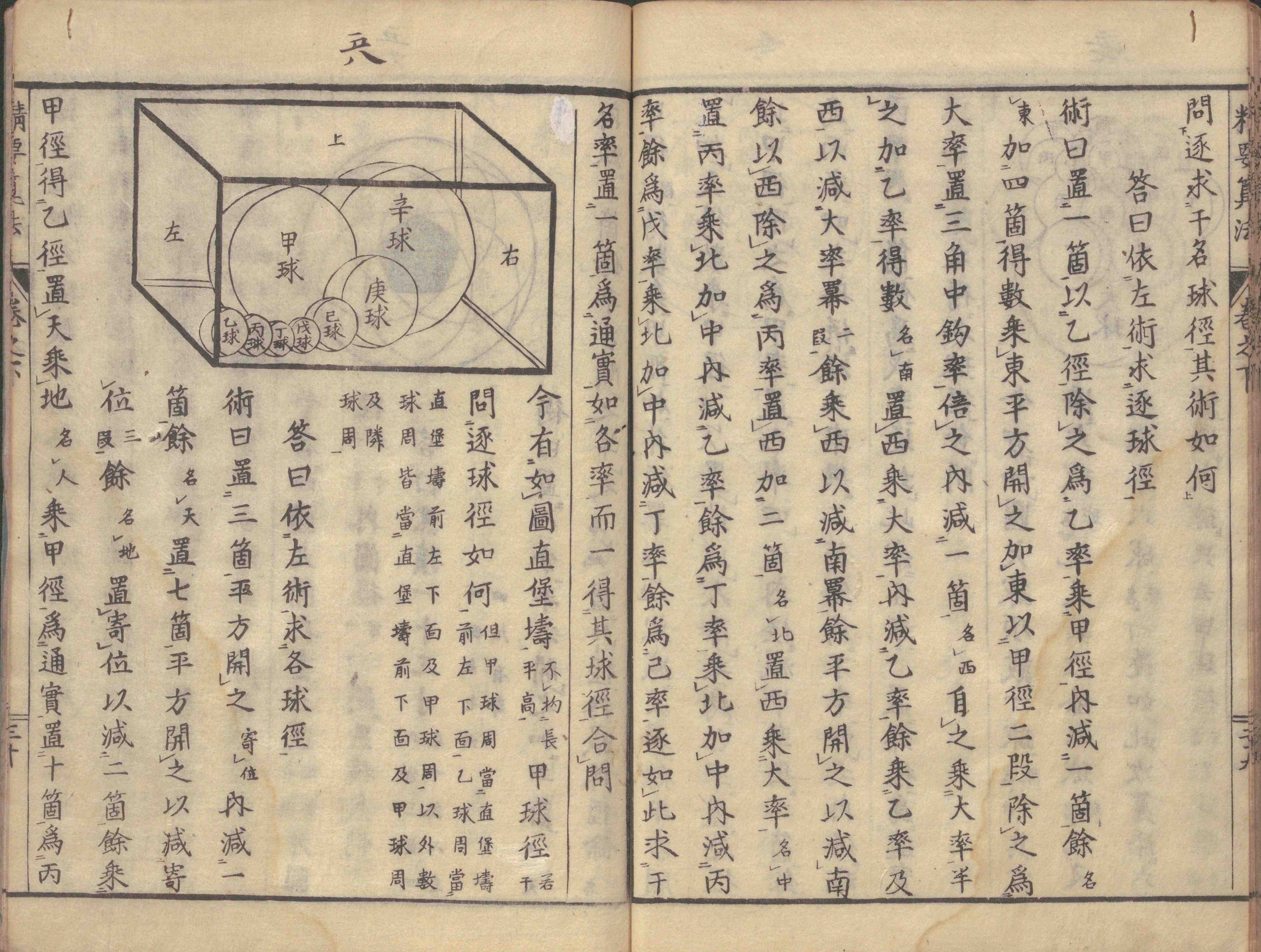
藤田定資『精要算法』下巻（九州大学附属図書館所蔵）における「無用の用」に属する問題。

安島直円の親友であり同じく山路の弟子の藤田貞資（定資とも書く）は教育にすぐれ、問題集『精要算法』を著して世に名を轟かせた。
このころ世間の算術は、遺題継承、算額奉納などによって流行がきわまりながらも、一般でおこなわれる算術は、実用を遠く離れた問題や解く甲斐のない無闇に珍しかったり難しいだけの問題など、その内容の粗さが目立つようになってきた。
それを批判したのがこの著『精要算法』で、その凡例に記された「今の算数に用の用あり、無用の用あり、無用の無用あり。」という一言がそれを言い当てている。それぞれ、実用的で有益なもの、実用的でないが有益なもの、何の益にもならないものを言っているが、この書は「無用の無用」を排除するために良問のみを集めたとし、これがひとたび刊行されるや、良質な教科書として、数学者の間で一世を風靡した。
藤田貞資の研究に「変商術」がある。これは、二つ以上の解（解のことを商という）をもつ方程式において、答えとはならない方の解に意義を与え、その解が答えとなるような問題条件や図形などを示して、問題の変化を探る研究である。
東北の会田安明は、藤田貞資の門に入ろうとしたが、自身が掲げた算額を藤田から批判されたのをきっかけに言い争いを起こして対立し、ついに独自の一派『最上流』（郷土山形の最上川にちなむ。音読みでサイジョウリュウ。主に東北地方で栄えた。）を立ち上げ、関流に対抗した。
しかも若い頃の会田安明は、関流の算法や点竄術を知らずして、独自に天生法という点竄術と同等の術を発明していた。また生涯で二百冊もの伝書（流派用の教科書）や論文を成しており、その遺稿には見るべきものが少なくない。

### 江戸後期から明治維新
江戸時代も終わりに向かう頃には、和算はますます高度化し、新たな展開を見せ、担い手も拡大した。安島直円の門下から、教育に優れた日下誠が出ると、その門からもとても多くの秀才が輩出された。
和田寧は、安島の積分思想を円にとどまらず、角形や立体など様々な図形へと多岐におよばせて、「豁術」（積分法）を創出し、また、この術のための便利として「円理表」（積分の公式集）を作成した。ここにおいて和田は円理に第三の革命をもたらした。「極数術」（極大極小論）の研究では、関孝和の創出以来、あかされていなかった適尽法の理論を解き明かして、従来の方法を簡便にしさらにその応用もより複雑で幅広いものへと拡げたのであった（これは今でいえば微分法による導関数の導出に等しい）。また、新奇な問題として、円や角などの図形が他の図形の上でころがったときの軌跡について論じはじめ、これを皮切りに以後この問題は盛んに行なわれた。
和田の名はたちまち算家たちの間に広まり、既に数学で名を挙げているはずの有力者たちが、その業を授かるために入門しにくるほどであった。
同じく日下誠の門下の内田五観は十一のころすでにその才能をあらわし、わずか十八にして関流の宗統を継いだ秀才であった。洋学を高野長英に学び、天文や測量、地理にも優れて「瑪得瑪弟加塾」（マテマテカ塾）という塾を開いて教え多くの門下生を抱えた。
天文関係では明治期に大学出仕天文暦道御用係や星学局御用係として、太陽暦への改暦事業にも務めた。その名は各地に轟き、当時の算家たちに影響およぼすことが多かった。
長谷川寛もまた日下誠の門弟であったが、長谷川派として独立の一派を築き（一説には、わけあって関流から破門されたとも言う）、殊に教育の方面によく従事した。その著『算法新書』は、そろばんの初歩から天元、点竄、綴術、さらには和田の円理までをも惜しみなく載せて当時の算法を網羅し丁寧に解義した入門書であった。その他様々な算術の入門書を著して子弟を導き、その二代目長谷川弘においても図形の公式集や豁術の解義書などさまざまに数学の教育活動が行なわれた。
また、長谷川寛は新たに「極形術」と「変形術」というものを発明している。
「極形術」は、扱いづらい数や図形を扱いやすいもの（極形という。たとえば長方形や菱形なら正方形に、三角形なら正三角形や直角二等辺三角形に、大きさが等しくないものは等しいものに）に置き換えて、問題を解きやすくするという術であり、「変形術」は図形の形を引き伸ばしたり回したりすることで形を変えて問題を解きやすくする術である。
これらによって、図形問題の解法は大いに簡略化されるかに見えたが、極形術にてはある問題においては正しく解けずに誤った答えが導かれると言う事態が起こった。いくらかこれに他の数学者たちから批判の声があがったものの、ついに修正改良されることを得なかった。他方、内田五観の門人法道寺善もまた形を変えて解くという同様の考えにより、接円の問題などにおいて円を直線に変えて解く、別の方法を編み出している（反転法に相当する）。
関の時代においては数学の担い手は、特に都市部の、幕臣や侍など身分の高い者が殆どであったが、江戸後期になると諸地方から、商家や農家などからも数学に達した者が多くあらわれて、低い身分や遠い地方の人でも高度な数学をたしなむ者が増えた。萩原信芳や剣持章行などがそれである。この要因のひとつとして、遊歴算家がある。日本の各地を歩きまわり、行く先々で数学の教授を行った数学者であり、主に山口和や剣持章行がいる。また通信教育もよく行われていて、これらは地方に数学をひろめることに大きな功があった。

### 明治時代以後
明治時代に入ると、西洋数学が本格的に導入が始まり、和算は衰退に向かう。便利さに於いても厳密さにおいても、また扱う問題の広さに於いても、西洋数学は和算よりも圧倒的に優れていた。しかし、和算が広く深く浸透していたこともあって、この交替は意外にも時間がかかる。
西洋数学の導入は、まず応用方面から始まる。海軍では西洋技術の習得のために洋算が教え込まれ、また、内田五観や福田理軒といった和洋に通じる算家が測量や天文などの技術とともに門弟に教えていた。初期の「洋算家」には技術者など数学の専門家とは言えない者も多く、和算への批判は「応用に役に立たない」というものが主流であった。
西洋数学の台頭、その象徴的出来事は1872年（明治5年）の学制発布の際、時の政府が「和算を廃止し、洋算を専ら用ふるべし。」と決断したことである。しかし、初等教育における筆算さえまともに教えられる教師が不足していたために翌年、止むを得なく珠算のみ復活した。
和算が衰えることと洋算が振るわないことに憂いて柳楢悦と神田孝平は1877年（明治10年）、日本数学会の前身、東京数学会社を設立し、和算家洋算家問わず有力な算家をあつめて「数学」の振興に力をそそいだ。まだ和算が有力な時期であって、これには洋算家も和算家も多数参加しているが、むしろ和算家の方が数学力は優れた者が多かったという。そして、この頃になっても未だ、新たな和算書が出版されている。
しかし、和算から西洋数学へという流れは明確で、1884年（明治17年）に東京数学会社が日本数学物理学会に改組された頃には、西洋数学が和算を圧倒するようになる。
本格的な西洋数学浸透までの間、和算（又は和算家）は応用面においても近代化を支えた。
1873年（明治6年）の太陽暦採用の主役を務めたのは関流の有力な和算家、内田五観であった。福田理軒やその子息である福田半、また川北朝鄰のように測量で活躍したものもあった。
幕末・明治初めの技術官僚小野友五郎も和算家であり、咸臨丸の航路の計算には和算を用いたという。また、大工のための作図技術である規矩術は幕末期より和算の応用によって理論的に整備されたが、明治以降も引き続き研究が進み、しかも1887年（明治20年）頃のものでも和算の影響が濃厚である。その他、銀行、商業、運輸、保険、製糸、などさまざまな実業の現場でも珠算は用いられた。江戸期に続いて明治以降も初等教育で和算家は活躍し続け、現在の算数の鶴亀算などはその名残りだという。

### 和算研究
和算が存亡の危機に立たされるようになると、和算が忘れさられるのを恐れて和算史研究が起こった。遠藤利貞は、1877年（明治10年）に東京数学会社が設立された年より和算史研究を始め、20年かけて1896年（明治29年）、『大日本数学史』を出版する。これを受けて菊池大麓は和算取調所を設け、荻原禎助、岡本則録、三上義夫（前ふたりは元々和算家である）などがこれに努めた。1911年（明治44年）に東北大学が設置されると林鶴一もまた和算書の収集研究を行い、没後『和算研究集録』としてまとめられた。
藤原松三郎もまた、林鶴一の没を受けて晩年和算史研究に努めた。1940年（昭和15年）には、紀元2600年記念事業『明治前日本科学史』の企画の中で『明治前日本数学史』の編纂が藤原松三郎の手によって行われ、藤原の没後、ようやく1954年（昭和29年）にこれが出版された。
| 熊谷藤吉著『和算開式法』（東北大学附属図書館所蔵）の表紙と著者による序文の最初のページ。 |  | 熊谷藤吉著『和算開式法』（東北大学附属図書館所蔵）の表紙と著者による序文の最初のページ。 |
| 熊谷藤吉著『和算開式法』（東北大学附属図書館所蔵）の表紙と著者による序文の最初のページ。 |  |                                                                                          |

藤原松三郎著『日本数学史要』によると、最後の和算家および和算書とみられるのは東北の熊谷藤吉とその著『和算開式法』であるという。熊谷藤吉は宮城県本吉郡新月村の人物。農閑期である冬に近村の和算家を訪ねては学に励んだ。数十年の研鑽ののち、ついにほとんど独学で大成した。『和算開式法』は80歳近くになってから著した書物。新しい内容はないが川井久徳の『開法新式』をよく消化して簡易化してあるのだという。この書の序文は藤原松三郎が担い、1946年（昭和21年）和算の最後を飾った。
現代でも和算研究の灯火は消えず、例えば一関市博物館では毎年、和算の問題を出して解法を募っている。

## 算木とそろばん

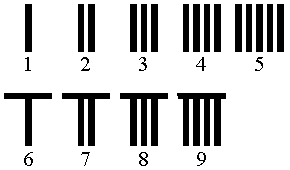
算木を用いた数の表記

和算で用いられる道具として算木とそろばんが挙げられる。いずれも『算法統宗』に使用法が紹介されている。また、『塵劫記』にはそろばんの使用法が絵入りで丁寧に解説されている。
そろばんは会計等広く用いられたのに対し、算木は専ら和算家によって、天元術（中国の代数方程式の理論）などの計算に用いられた。
籌算（算木計算）では算盤（さんばん）と呼ばれる盤と数を表す算木を用いる。算盤では碁盤状に升目が敷かれた布や板であり、横の目が一、十、百、千、万といった桁数を表し、縦の目は商（答え）、実（定数項）、法　(x)、廉 (x2)、隅 (x3)、三乗 (x4)…と代数方程式の解および各係数を表し（ただし流派によっては廉以下を初廉(x2)、次廉(x3)、三廉(x4)…とし、隅を最大の次数とする）、各升目に置かれた算木を並べ替えることで代数方程式を解いていく。
この算木による計算によれば、理論上は一元方程式なら何次でも解けるものであるが、場所をとったり、計算途中に算木を一本でも崩したらすべて台無しになる、次数が大きくなるほど計算が煩雑になるなどして、扱いづらさがあった。
よって、中・後期ごろには、算木の運用の煩わしさを嫌って、方程式をも算木ではなくそろばんで計算しようとする研究が盛んになった。著しいものは川井久徳の著書『開式新法』がある。彼は、従来それぞれ独立していた各次数の方程式のそろばん解法（いわゆる解の公式）の一括を試みて、何次の一元方程式でもことごとく、そろばんによって速やかに解く一貫の方法を編み出した。
古くは加減乗除のような算数も算木・算盤によって行われていたが、そろばんが現れてからは、算木・算盤は数学で方程式の解を求めることのみに扱われるようになった。そろばんについては、和算が廃れて電卓やコンピュータが登場した現在でも、計算器具としての主流からは外れつつも、教育分野などでの再評価もあって、日本の伝統文化・和算の名残として使われ続けている。

## 算額

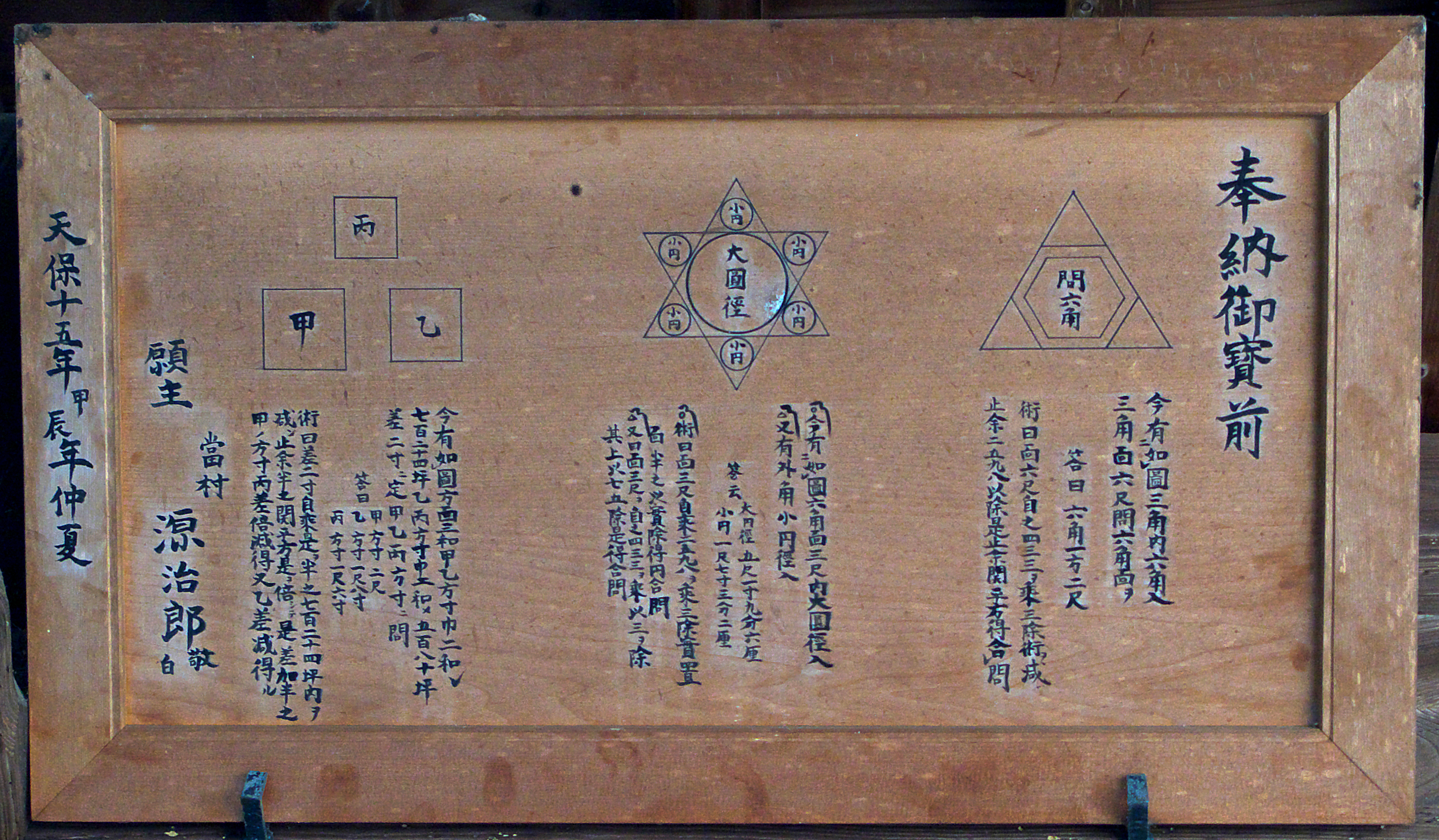
奈良市円満寺に残る算額

算額（さんがく）とは額や絵馬に数学の問題や解法を記して、神社や仏閣に奉納したものである。平面図形に関する問題の算額が多い。数学者のみならず、一般の数学愛好家も数多く奉納している。
算額は数学の問題が解けたことを神仏に感謝し、益々勉学に励むことを祈願して奉納されたと言われる。やがて、人の集まる神社仏閣を数学の発表の場として、難問や問題だけを書いて解答を付けずに奉納する者も現れ、その問題を見て解答を算額にしてまた奉納するといったことも行われた。算額奉納の習慣は世界に例を見ず、日本独自の文化である。
算額に記された問は、ほとんどがユークリッド幾何学に関する図形問題であり、同時期の西洋にも劣らない問も残っている。
1997年（平成9年）に行われた調査結果によると、日本全国に975面の算額が現存している（『例題で知る日本の数学と算額』森北出版）。これら現存する算額で最も古いものは栃木県佐野市にある星宮神社にあり、1657年（明暦3年）に掲げられたとされる。新しいものでは、昭和年づけのものが幾つか現存している。明治以降、洋算化の進む中で和算をたしなみ続けた人々がいたが、この風習はそういった和算家により昭和初期まで続けられた。
算額を扱った小説として遠藤寛子『算法少女』がある。
近年、算額の価値を見直す動きが各地で見られ、一部に算額を翻訳する人々がいる。

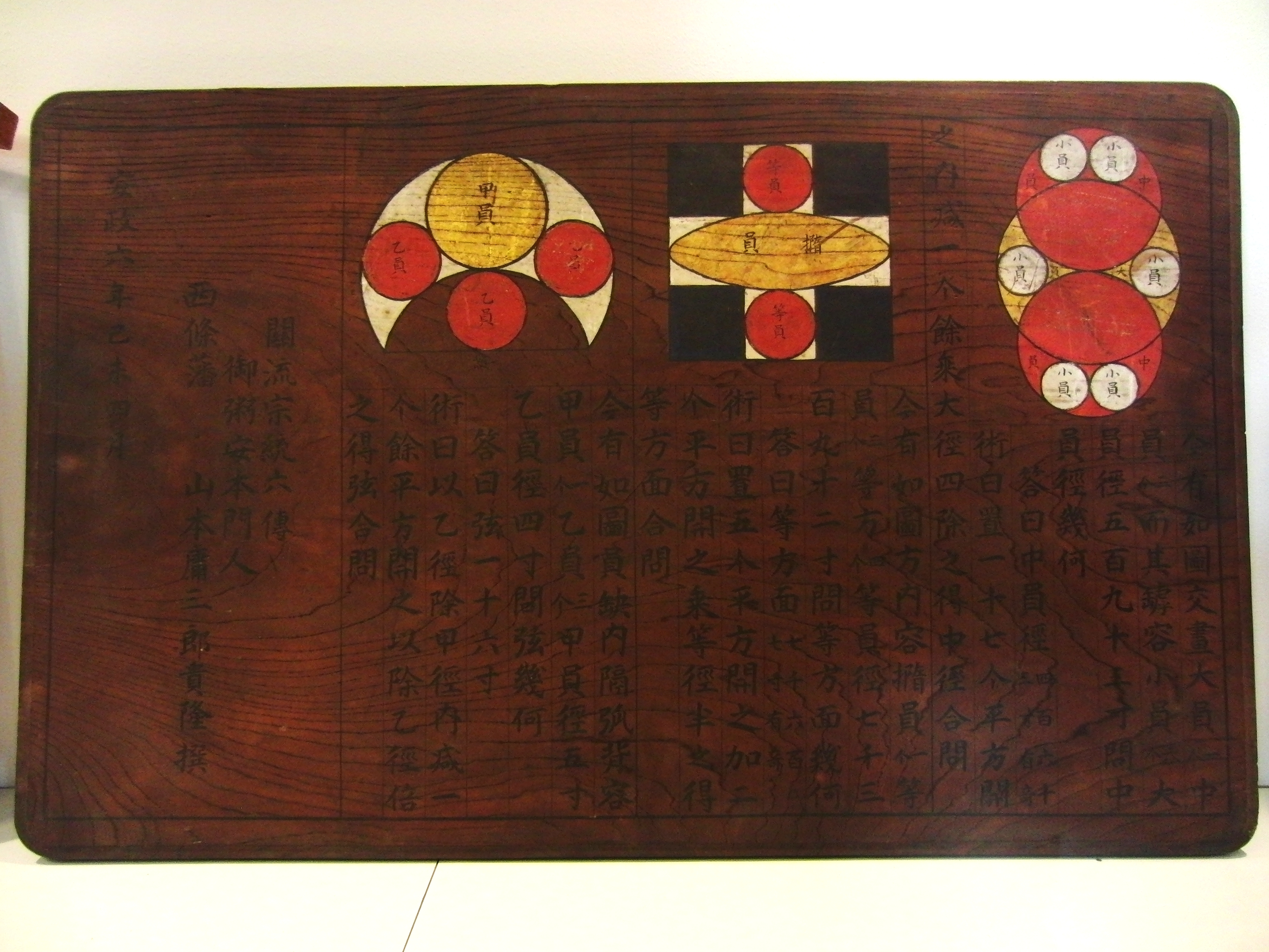
金王八幡宮（東京都渋谷区）の算額。安政6年（1859年）奉納。
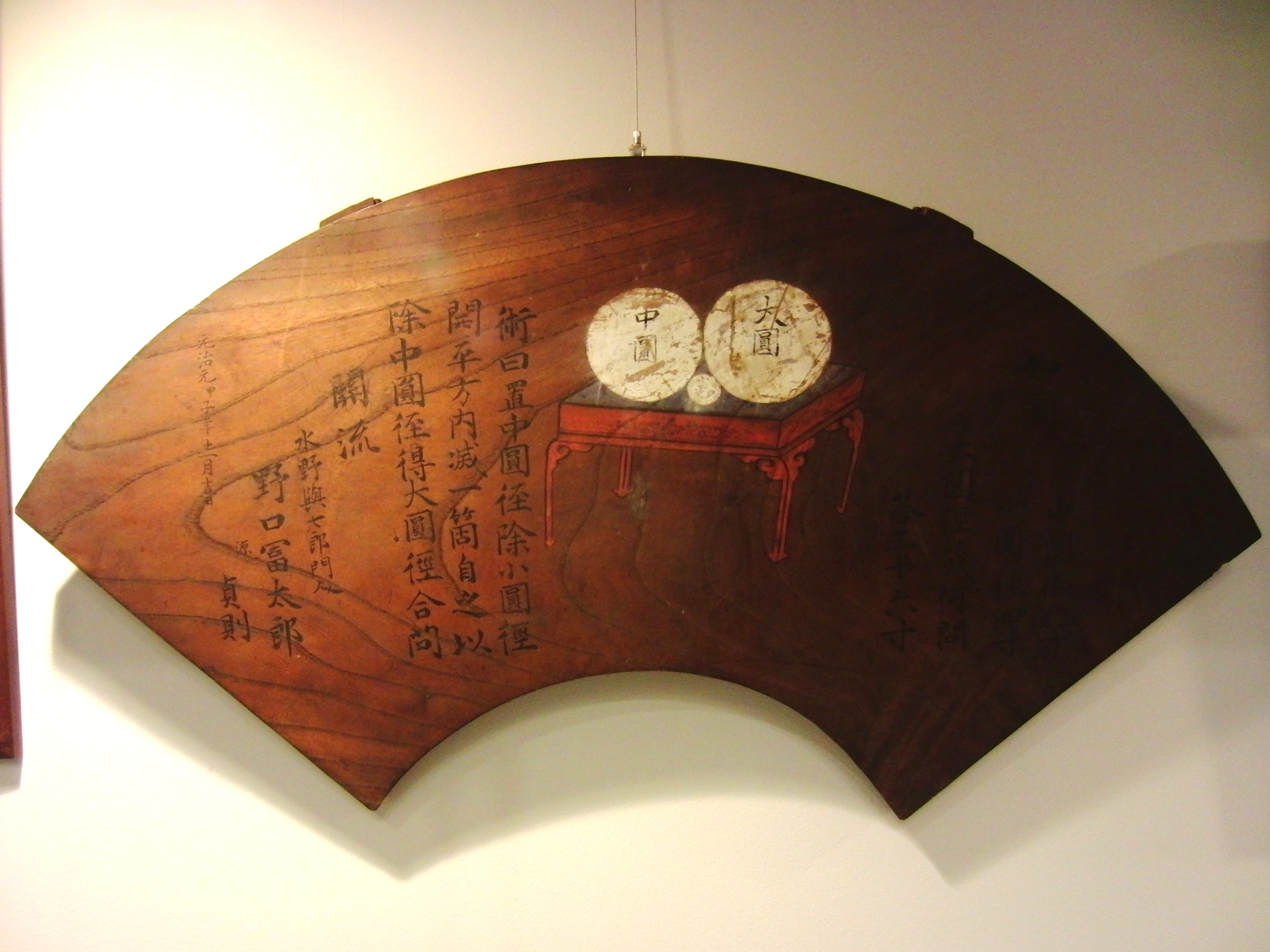
金王八幡宮（東京都渋谷区）の算額。元治元年（1864年）奉納。

## 和算の発展に関わった人物
- 毛利重能 - 『割算書』（1622年（元和8年））を著した人物[11]。京都に「天下一割算指南」の看板を掲げて開塾、門下から『塵劫記』を著した吉田光由や関孝和が師事した高原吉種[注釈 2]を輩出した[12][13]。『割算書』はかつて日本人の手になる最古の数学書とされていた[14]。今ではこれよりも古い『算用記』や『三尺求図数求道程求三高遠法』が見つかっているため最古とはされていない[15][16]。
- 吉田光由
- 今村知商 - 『竪亥録（じゅがいろく）』（1639年（寛永16年））。測量や求積に関係する公式集。漢文で専門家向けに書かれた。弓型の孤と弦の関係に関する近似公式が見られる。
- 沢口一之
- 田中由真 - 京都の和算家。筆算による多変数代数。小さなサイズの行列式と終結式。関孝和と独立。魔方陣、数学遊戯の研究。『算法明解』（1679年（延宝7年））『算学紛解』（1690年（元禄3年）頃）
- 井関知辰 - 大阪の和算家。行列式、終結式の理論。関と独立。『算法発揮』1690年（元禄3年）
- 鎌田俊清 - 大阪の和算家。円の内接及び外接多角形の周の計算から、円周率の上限と下限を評価。さらに、arcsin, sin などの無限級数展開を『宅間流円理』（1722年（享保7年））で発表。これは建部と並んで日本初の無限級数展開。『円理秘術』。
- 関孝和
- 荒木村英 - 関流初伝。関孝和の死後、その遺稿を整理し『括要算法』を編集した。数学上、目立った業績はなく、『括要算法』に誤字が多いのも荒木の実力不足ゆえ、とも。
- 建部賢弘
- 礒村吉徳 - 寛文元年(1662年)「算法闕疑抄」を刊行、珠算でなしうる算学を集大成した。天和三年(1683年)頃、円周率を3.1416まで求めていた事で知られる。
- 中根元圭 - 和算家。『律原発揮』（1692年（元禄5年））において1オクターブを12乗根に開き十二平均律を作る方法を発表した。また、暦学に詳しく、建部とともに吉宗に西洋暦法の導入、漢訳西洋天文学書の輸入の必要性を訴えた。数学のみならず、諸学に造詣が深かった。京都出身で、数学は初め田中由真に学んだが、後に建部の門下に入っている。
- 久留島義太（? - 1757年（宝暦7年）） - 詰将棋の作者としても有名。
- 松永良弼 - 無限級数、特に和算で最初の二重級数。建部によって本格的に開始された円理の研究を本格化した。その著作に多く友人の久留島の業績を紹介。関流二伝。
- 山路主住 - 関流三伝。関流の制度を整え、弟子を養成。
- 安島直円 - 関流四伝。円理の革新をおこした。他にも対数の研究や変商術の発明など独創が多い。
- 会田安明 - 関流藤田貞資との論争が有名。最上流をたて、主に東北で勢力を得た。
- 藤田貞資（1734年（享保19年） - 1807年（文化4年）） - 優れた教育者で和算の普及に大いに貢献。不要に複雑な問題を避け、系統的で一般的な解法を重んじた。『精要算法』（1781年（天明元年））。会田安明との論戦でも有名。関流四伝。
- 平章子
- 和田寧（1787年（天明7年） - 1840年（天保11年）） - 円理表（様々な関数の [0,1] 区間の定積分の結果を表にしたもの）完成者として名高い。また、安島の二重級数の理論を一般化。これらにより、複雑な求積問題がたやすく解かれるようになった。微分のフェルマーの方法も発表し、極値問題に応用している。播州三日月藩土から増上寺の寺侍となったが、素行不良のゆえに追放され、数学、書道の教授と易で生計を立てる。浪費がはなはだしく、死後に妻子は路頭に迷ったという。しかし、その独創性は著しく、当時の和算の大家の多くが和田の円理表を見るために入門している。
- 武田真元
- 法導寺善（1820年（文政3年） - 1868年（明治元年）） - 幕末に活躍。当時、互いに接する多数の円の半径の関係を求める問題が広く扱われた。これを簡単化するため、算変法を導入し、円の一つを直線に変換することで計算を簡略化した。これは現在の反転に相当する。そのほか、図形の重心問題やサイクロイドに関係した問題を扱う。
- 内田五観
- 有馬頼徸 - 筑後久留米藩主。
- 鏡光照
- 高久守静（1821年（文政4年） - 1883年（明治16年）） - 洋算に対する和算の優位性を確信していた和算家[17]。明治4年11月、小学校の数学教員が不足しているから奉職して欲しいとの依頼を文部省から受ける。教える数学は「和ナリヤ洋ナリヤ」ときくと「和算ナリ」と返ってきたので高久は快諾。明治5年、数学の教科書を編むようさらなる依頼を受けこれも受諾。高久は熱心に取り組み5月にテキスト『数学書』を完成させた。しかしわずかの間に状勢は急変、8月に公布された学制では教える数学は洋算とされた。11月、高久の『数学書』は文部省から東京府に移り、その後、民間の書店に払い下げられた。師範学校から洋算を学んだ教員が生まれはじめると和算家あがりの教員は不要になっていった。明治9年末、高久に洋算の試験が課せられた[18]。翌年1月、東京府知事宛に辞表を提出。どこまでも洋算に傾斜していく趨勢に抗議した。明治16年、時代の流れに翻弄された人生の幕を閉じた。享年63歳。
- 関口開（1842年（天保13年） - 1884年（明治17年）） - 加賀藩の人物[19]。和算の修行中に洋算に出会いあまりの精緻さに魅了され和算から洋算に転向する。明治2年、加賀藩の洋算教授に任命される。明治維新の後は数学教師となり石川県師範学校や石川県専門学校で教育にあたる。教え子には北条時敬、森外三郎、（高木貞治や岡潔に数学を教えた）河合十太郎らがいる。初期の東京帝国大学の数学科の卒業生の過半数は関口と縁のある人たちである。

## 和算を題材とした作品
- 小野寺公二『算学武士道』文藝春秋、1989年2月。ISBN 4-16-310770-3。 - 短編小説集。
  - 小野寺公二『算学武士道』光文社〈光文社文庫〉、1994年1月。ISBN 4-334-71831-0。 - 小野寺(1989)の文庫化。
- 小野寺公二『幕末算法伝』講談社、1990年10月。ISBN 4-06-205114-1。
- 遠藤寛子『算法少女』箕田源二郎 絵、岩崎書店〈少年少女歴史小説シリーズ〉、1973年。 - 小説。
  - 遠藤寛子『算法少女』筑摩書房〈ちくま学芸文庫 Math & Science〉、2006年8月。ISBN 4-480-09013-4。 - 遠藤(1973)の文庫化。
  - 遠藤寛子 原作『算法少女』 1巻、秋月めぐる 作画、リイド社〈SPコミックス〉、2012年10月。ISBN 978-4-8458-4210-0。 - 『コミック乱』に連載された、遠藤(2006)のマンガ化。
- 鳴海風『円周率を計算した男』新人物往来社,、1998年8月。ISBN 4-404-02649-8。 - 短編小説集。
  - 鳴海風『円周率を計算した男』上野健爾解説、新人物往来社,〈新人物文庫 05〉、2009年5月。ISBN 978-4-404-03703-9。 - 鳴海(1998)の文庫化。
- 『和算に恋した少女』（「和算に恋した少女」『ビッグコミック増刊号』、小学館、2011-2014。） - 和算家の少女と中年同心のコンビを主人公とした推理漫画。
- 磯田道史『武士の家計簿 ―「加賀藩御算用者」の幕末維新』新潮社,、2003年4月。ISBN 978-4106100055。  - 和算が主題ではないが、主人公は算盤を使う御算用者（会計担当）であり、主人公の母親・祖母は和算を趣味、幼児教育として行うエピソードがある。